# Heike Haupt

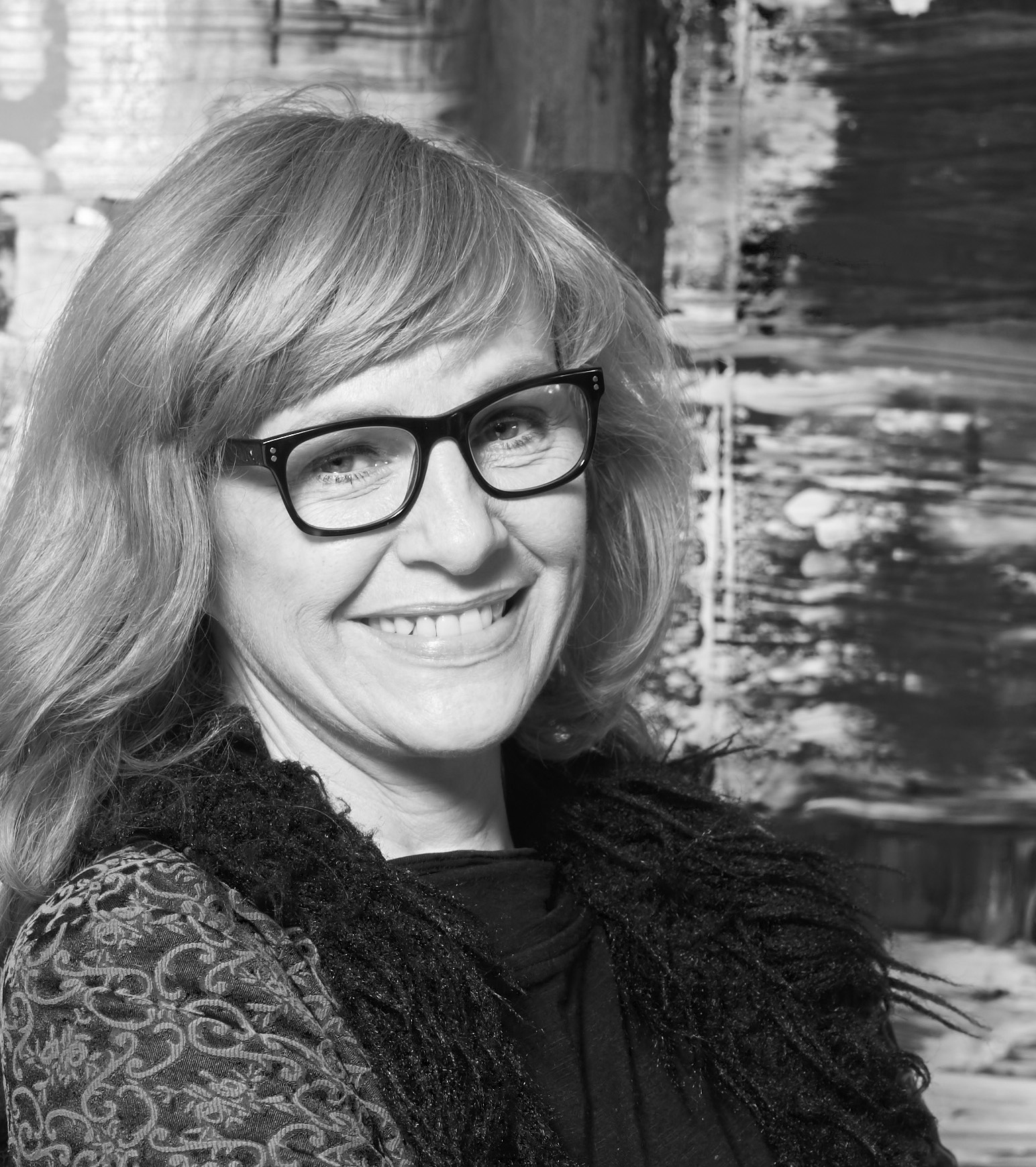
Heike Haupt, 2019

Heike Haupt (* 1967 in Köln), Künstlername CAPUT, ist eine deutsche bildende Künstlerin, Malerin und Bildhauerin. Sie arbeitet in Köln, seit 2008 zusammen mit dem Künstler Anton Fuchs.

## Werk

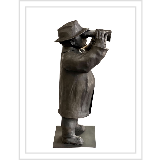
Hein Bollow-Skulptur, Anton Fuchs/Heike Haupt, 2022

Heike Haupt beschäftigt sich mit Malerei, Fotografien und Collagen im Bereich Comic und Streetart, außerdem mit Skulpturen und Objekten. In Anlehnung an die Kölner Sage der Heinzelmännchen entwickelte sie zusammen mit Anton Fuchs die Skulpturenreihe Die Heinz Welt: Derzeit sind 18 verschiedene Bronzestatuen als Heinz Weg im öffentlichen Raum der Stadt Köln sichtbar, u. a. am Rheinenergie-Stadion, am Gürzenich und am 4711-Stammhaus. Eine weitere Skulptur im öffentlichen Raum Kölns ist die Willi-Ostermann-Figur auf dem Melaten-Friedhof sowie die Hein-Bollow-Skulptur auf der Rennbahn im Weidenpescher Park.

## Soziales Engagement
Gemeinsam mit Anton Fuchs unterstützt Heike Haupt das Kinder- und Jugendzentrum Meschenich, die Stiftung 1. FC Köln sowie die Aktion „Wir helfen“ der DuMont Mediengruppe GmbH. Hierfür schufen sie 2011 die Friedensarmee der EhrenGarde der Stadt Köln 1902 zu deren 111-jährigen Jubiläum. Auf ihrer Ausstellungstour wurden die Gardistenfiguren 2014 u. a. im Europäischen Parlament in Brüssel ausgestellt und erzielten insgesamt rund 100.000 Euro Spendengelder.

## Belege
- „Heinzelmännchen erobern die City - 17. Heinzelmännchen in den Spichernhöfen“. Kölner Wochenspiegel, 11. Oktober 2017
- „In Brüssel ausgestellt. Kölsche „Friedensarmee“ steht Spalier“. Kölner Stadt-Anzeiger, 24. Januar 2014
- „Gedenkfeier zum 80. Todestag von Willi Ostermann auf Melaten.“ www.willi-ostermann.de
- https://www.heinz-welt.de/der-heinzweg.html